# Syfania oberthuri
Syfania oberthuri là một loài bướm đêm trong họ Noctuidae.